# سنگ‌نگاره‌های مزرعه حاج مد
سنگ نگاره‌های مزرعه حاج مد مربوط به دوران پیش از تاریخ ایران باستان است و در شهرستان همدان، بخش مرکزی، دهستان ابرو، روستای دره مراد بیک، مزرعه حاج مد واقع شده و این اثر در تاریخ ۱۵ دی ۱۳۸۷ با شمارهٔ ثبت ۲۴۳۰۹ به‌عنوان یکی از آثار ملی ایران به ثبت رسیده است.